# 국제 항공 운송 협회
국제 항공 운송 협회(國際航空運送協會, (영어: International Air Transport Association, IATA, 프랑스어: Association internationale du transport aérien, 스페인어: Asociación Internacional de Transporte Aéreo)는 1945년 4월 19일 쿠바 수도 아바나에서 설립되었으며, 현재는 캐나다의 퀘벡주 몬트리올에 있는 국제적인 무역 기구이다. 이 기구를 통해 항공료를 합의한다. 이 기구는 카르텔을 운영하여 고발된 적이 있다.

## 정보
운임 계산을 위해 IATA는 다음과 같이 전 세계를 세 곳으로 구분해 놓고 있다.
1. 남아메리카, 중앙 아메리카, 북아메리카
2. 유럽, 중동, 아프리카, IATA 유럽 (지질학적으로 유럽인 곳과 모로코, 알제리, 튀니지를 포함)
3. 아시아, 오세아니아, 태평양 섬

IATA에서는 세 문자 IATA 공항 코드와 두 문자 IATA 항공사 코드를 할당하고, 전 세계적으로 사용한다. ICAO도 공항과 항공사 코드를 할당한다. Rail&Fly 시스템을 위해 철도역에도 코드를 할당하는 경우가 있다. 이러한 코드들에 관해서는 IATA 공항 코드가 부여된 역 목록을 참조하기 바란다. 항공기의 출발지연을 파악하기 위해 IATA 지연 코드도 지원하고 있다.
IATA는 미국을 제외한 전 세계 여행사들에 대한 공인을 하는 역할도 하는데, 항공사 보고 조합에서 행해진다. IATA에 가입된 항공사를 대상으로 하는 항공권 판매에 대한 허가권은 국가 기구를 통해 이루어진다. 또한 IATA가 하는 일 중에는 위험물 분류에 대한 규정제한과 IATA 위험물 제한에 대한 매뉴얼을 출판하기도 한다.

## 같이 보기
- 국제 민간 항공 기구(ICAO)
- 비행 계획
- ACI